# WISEPC J045853.90+643451.9
WISEPC J045853.90+643451.9 (skrócona nazwa: WISE 0458+6434) – układ podwójny brązowych karłów położony w gwiazdozbiorze Żyrafy, odkryty w 2010 w ramach programu WISE (początkowo sądzono, że to pojedynczy brązowy karzeł). Jego odkrywcy opisali go poetycko, że „położony jest przy szyi Żyrafy, zdobiąc ją jak szmaragdowy naszyjnik”.

## Misja WISE
Wide-field Infrared Survey Explorer (WISE) to wyniesiony w kosmos w grudniu 2009 teleskop kosmiczny należący do NASA. Jedną z głównych misji WISE jest poszukiwanie chłodnych brązowych karłów o temperaturze poniżej 750 kelwinów.

## Odkrycie
WISEPC J045853.90+643451.9 to pierwszy brązowy karzeł odkryty przez WISE, stało się to w 57. dniu misji. 
Po odkryciu obiektu został on zbadany w obserwatorium Large Binocular Telescope przy pomocy spektroskopu LUCIFER, linie absorpcyjne wskazują na obecność wody i metanu, wstępna analiza danych wskazywała, że jest to obiekt typu widmowego T9 o temperaturze powierzchni około 600 kelwinów, znajdujący się około 6-10 parseków od Ziemi.
Późniejsze badania przeprowadzone za pomocą teleskopów Kecka sugerują, że jest to układ podwójny dwóch brązowych karłów (A i B) o typie widmowym T8,5 i T9, a jego odległość od Ziemi to 10,5 ± 1,4 parseka.